# 凡湖 (安年科夫島)
凡湖（英語：Fan Lake），是南極洲的湖泊，位於南喬治亞群島，處於安年科夫島東南部，湖水來自融雪，由英國研究隊命名，由英國海外領土管轄。